# 어 우먼 오브 어페어스
어 우먼 오브 어페어스(A Woman Of Affairs)는 미국에서 제작된 클래런스 브라운 감독의 1928년 드라마 영화이다. 그레타 가르보 등이 주연으로 출연하였다.

## 출연

### 주연
- 그레타 가르보
- 존 길버트

### 조연
- 루이스 스톤
- 자니 맥 브라운
- 더글러스 페어뱅크스 주니어
- 호바트 보스워스
- 도러시 서배스천
- 거트루드 애스터
- 아고스티노 보가토
- 프레드 켈시

## 제작진
- 의상: 에이드리안